# Joseph Lousberg
François Jacques Joseph Lousberg (* 13. September 1857 in Baelen, Provinz Lüttich; † 25. März 1912 in Lüttich) war ein belgischer Architekt des Historismus in Lüttich.

## Leben
Lousberg, Sohn von Jacques-Joseph Lousberg und dessen Ehefrau Joséphine Meunier, studierte Architektur an der Académie royale des beaux-arts de Liège. Bei der Stadt Lüttich war er zunächst als Bauzeichner angestellt, ab dem 3. März 1884 war er Bauleiter („conducteur des travaux au service des bâtiments communaux de la ville de Liège“), schließlich ab Januar 1887 Architekt der Stadt („directeur de service de l’architecture“). Als solcher errichtete er insbesondere kommunale Gebäude. Neben seiner Laufbahn als städtischer Beamter betätigte er aber sich auch als Privatarchitekt. In seinem Interesse für maasländische Architektur und Kunst, speziell der maasländischen Renaissance, folgte ihm der Lütticher Architekt Paul Jaspar (1859–1945).

## Werke (Auswahl)

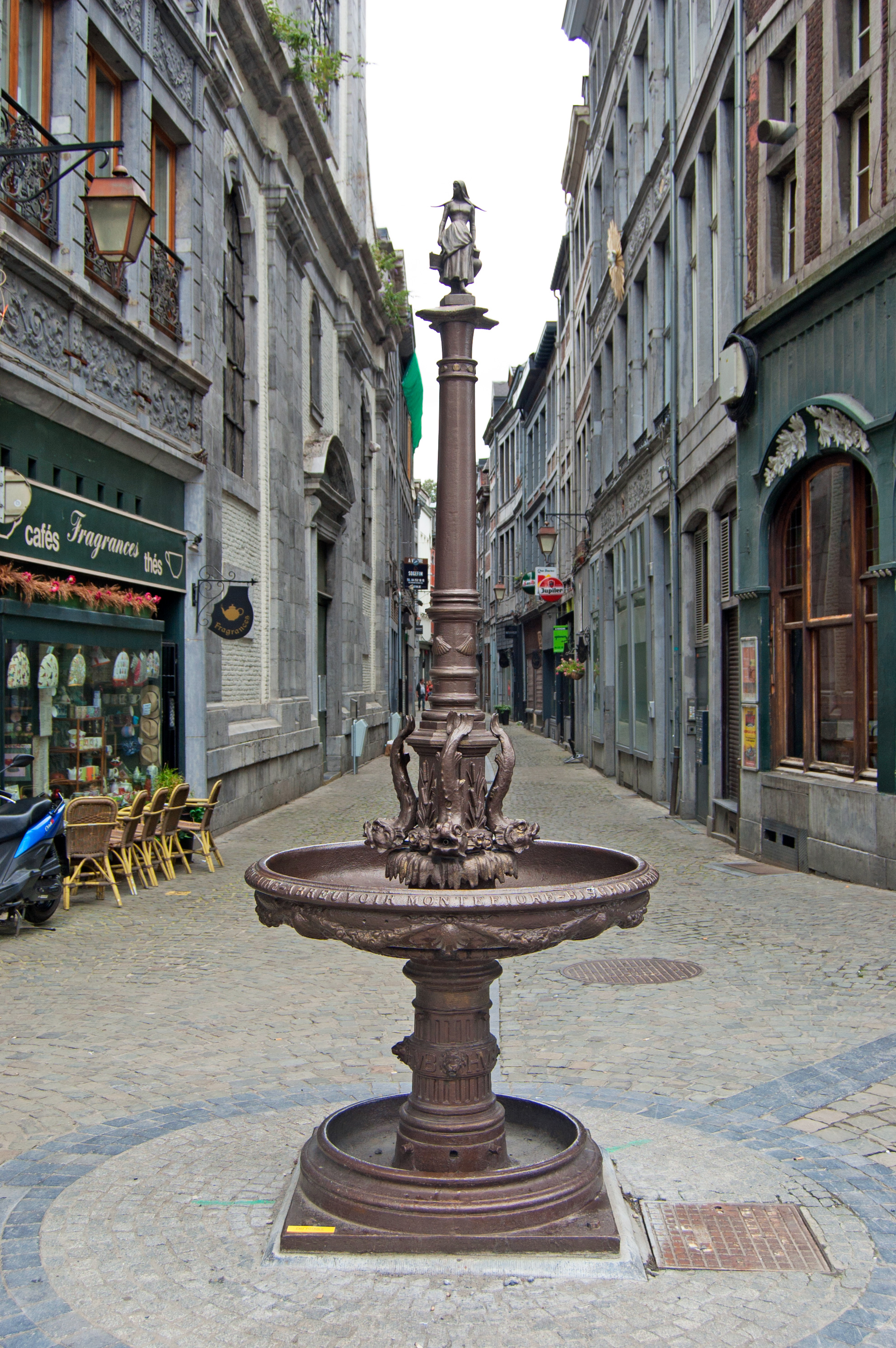
Fontaines Montefiore, Lüttich

- 1888: Fontaines Montefiore, Lüttich
- 1892–1895: Académie royale des beaux-arts de Liège, rue des Anglais, Lüttich
- 1894: École Maghin, rue Maghin, Lüttich
- 1903: Umbau des Hôtel d’Ansembourg, heute Musée d’Ansembourg, Lüttich
- 1904: École d’armurerie Léon Mignon de la Ville de Liège, rue Léon Mignon, Lüttich
- 1905: Pavillon des services communaux de la Ville de Liège, parc de la Boverie, für die Exposition universelle de 1905, Lüttich
- 1905: École Justin Bloom, place Sainte-Walburge, Lüttich
- 1906: École moyenne pour garçons et École industrielle, boulevard Saucy, heute Athénée Maurice Destenay, Lüttich
- 1906: École primaire communale de la Vieille-Montagne, place de la Vieille-Montagne, Lüttich
- 1911: École communale de Cointe, boulevard Gustave Kleyer, Lüttich
- 1912: Crèche du Laveu, rue du Laveu, heute RTC-Télé Liège, Lüttich